# Born Against
Born Against va ser una banda de hardcore punk de Nova York que va estar en actiu entre els anys 1989 i 1993. A més de promoure una ideologia d'extrema esquerra, el grup va difondre la pràctica del do it yourself. Malgrat que Born Against va rebre poca atenció mediàtica en actiu, més endavant ha estat descrita com a legendary pel Chicago Reader i LA Weekly.

## Trajectòria
El grup va ser fundat a principis de 1989 pel guitarrista Adam Nathanson, el baixista Neil Burke, el vocalista Sam McPheeters i el bateria John Guzman, que va ser substituït en els primers assajos per un bateria anomenat George. El pas de George per la banda també va ser breu, i va ser substituït després del primer concert per Nigel Schreiber el juliol de 1989. Aquesta formació va gravar una maqueta i una cançó per a la recopilació Murders Among Us publicada al segell Vermiform Records de McPheeters, abans que Burke i Schreiber abandonessin el grup a finals d'any.
El grup va tocar en directe per última vegada el juliol de 1993. Des de llavors s'han publicat dos CD pòstums que contenen tot el repertori de Born Against: Patriotic Battle Hymns (amb Nine Patriotic Hymns for Children i Battle Hymns of the Race War) i The Rebel Sound of Shit and Failure (amb la resta de gravacions).

## Membres
- Sam McPheeters - veu (1989-1993)
- Adam Nathanson - guitarra i veu (1989-1993)
- Neil Burke - baix i veu (1989)
- John Guzman - bateria (1989)
- George - bateria (1989)
- Nigel Schreiber - bateria (1989)
- Javier Villegas - baix i veu (1990-1991)
- Daryl Kahan - bateria (1990)
- Jon Hiltz - bateria (1990-1992)
- Bret Blue - baix i veu (1991-1992)
- Melissa York - bateria (1992)
- Tonie Joy - baix i veu (1993)
- Brooks Headley - bateria (1993)

## Discografia

### Àlbums d'estudi
- Nine Patriotic Hymns for Children LP (1991, Vermiform Records, posteriorment reeditat per Prank Records i Kill Rock Stars)
- Battle Hymns of the Race War 10 polzades (1993, Vermiform Records, reeditat posteriorment per Prank Records i Kill Rock Stars)

### EP i compartits
- Eulogy/Riding With Mary (1990)
- Born Against (1990)
- Born Against/Suckerpunch (split, 1992, Ebullition Records)
- Born Against/Screeching Weasel (split, 1993, Lookout Records)
- Born Against/Universal Order of Armageddon (split, 1993, Gravity Records)
- Born Against/Man Is the Bastard (split, 1994)

### Àlbums recopilatoris
- Patriotic Battle Hymns (1994, Vermiform Records, posteriorment reeditat per Kill Rock Stars)
- The Rebel Sound of Shit and Failure (1995, Vermiform Records, reeditat posteriorment per Kill Rock Stars)

### Aparicions en recopilatoris
- Murders Among Us (1990, Combined Effort Records/Vermiform Records)
- Forever (Irate)
- Bllleeeeaaauuurrrrgghhh! (Slap-a-Ham)
- Our Voice, Pro Choice (Hands On)
- Give Me Back (1991, Ebullition Records)
- The Dignity of Human Being Is Vulnerable (1993, Anti War Action Records/De Konkurrent Records)
- God's Chosen People (Old Glory)